# Bitis schneideri
Bitis schneideri là một loài rắn trong họ Rắn lục. Loài này được Boettger mô tả khoa học đầu tiên năm 1886.